# Gaby König-Vialkowitsch
Gaby König-Vialkowitsch (* 5. Juli 1971 als Gaby König) ist eine ehemalige deutsche Fußballspielerin.

## Karriere

### Verein
Die Mittelfeldspielerin gehörte 25 Jahre lang dem FSV Frankfurt an. Mit dem Verein wurde sie 1995 und 1998 Deutscher Meister, viermal Pokalsieger und zweimal Supercup-Sieger. Für die A-Nationalmannschaft absolvierte sie 1991 und 1993 drei Länderspiele, bei denen sie jeweils eingewechselt wurde. 1991 verpasste sie wegen einer Verletzung die Europameisterschaft. Nach der Saison 2004/05 beendete sie ungewollt ihre Karriere, nachdem der Hauptverein den Fußballerinnen die finanziellen Mittel kürzte und den Trainer entließ.

### Auswahlmannschaft
Des Weiteren gewann sie als Spielerin der Auswahlmannschaft des Hessischen Fußball-Verbandes das am 1. April 1990 in Laudenbach ausgetragene Finale um den Länderpokal, der gegen die Auswahlmannschaft des Fußball- und Leichtathletik-Verbandes Westfalen mit dem 4:0-Sieg errungen wurde, wie auch das am 26. Mai 1991 in Feuchtwangen mit dem 6:0-Sieg über die Auswahlmannschaft des Bayerischen Fußball-Verbandes und das am 3. Mai 1992 in Hungen mit dem 1:0-Sieg über die Auswahlmannschaft des Fußball- und Leichtathletik-Verbandes Westfalen ausgetragene Finale. Am 22. Mai 1994 wurde zudem in Herborn die Auswahlmannschaft des Fußball-Verbandes Mittelrhein mit 3:0 und am 15. April 1995 in Pfingstberg-Hochstädt die Auswahlmannschaft des Badischen Fußballverbandes mit 2:0 bezwungen. Am 10. Mai 1997 wurde in Offenbach am Main die Auswahlmannschaft des Fußball-Verbandes Mittelrhein mit 4:1 und am 2. Mai 1998 in Marburg die Auswahlmannschaft des Fußball- und Leichtathletik-Verbandes Westfalen mit 4:2 im Elfmeterschießen bezwungen.

## Erfolge
- Deutscher Meister 1995, 1998
- DFB-Pokal-Sieger 1990, 1992, 1995, 1996
- DFB-Supercup-Sieger 1995, 1996
- Länderpokal-Sieger 1990, 1991, 1992, 1994, 1995, 1997, 1998